# Loretta Devine
Loretta Devine (Houston, 21 augustus 1949) is een Amerikaans actrice. Ze won in 2011 een Primetime Emmy Award voor haar tijdelijke gastrol als Adele Webber in de ziekenhuisserie Grey's Anatomy, waarvoor ze in 2012 opnieuw werd genomineerd. Devine werd daarnaast in zowel 2003 als 2004 genomineerd voor een Golden Satellite Award voor haar rol als lerares Marla Hendricks in de dramaserie Boston Public en in 2005 voor een Independent Spirit Award voor haar bijrol als Cassey Jordan in de dramafilm Woman Thou Art Loosed.
Devine maakte in 1981 haar film- en acteerdebuut in de dramafilm Will. Sindsdien speelde ze in meer dan zeventig films, meer dan negentig inclusief televisiefilms. Daarnaast verscheen Devine als wederkerend personage in meer dan 300 afleveringen van meer dan twintig verschillende televisieseries. Tot haar omvangrijkste rollen daarin behoren die in als Marla Hendricks in Boston Public, die als Muriel Stubbs in The PJs, die als Patti Dellacroix in Eli Stone, die als Georgia Cummings in The Client List, die als Amelia McKellan in Family Reunion en die als Adele Webber in Grey's Anatomy.

## Films
*Exclusief 10+ televisiefilms
| - A Snowy Day in Oakland (2023) - Diary of a Wimpy Kid: Rodrick Rules (2022) - Mack & Rita (2022) - The Starling (2021) - Queen Bees (2021) - Always and Forever (2020) - Spell (2020) - The Trap (2019) - Sierra Burgess Is a Loser (2018) - Violets (2017) - Naked (2017) - My Other Home (2017) - The Lost Souls Cafe (2017) - 36 Hour Layover (2016) - Grandma's House (2016) - Caged No More (2016) - Norm of the North (2016, stem) - For the Love of Ruth (2015) - Back to School Mom (2015) - You're Not You (2014) - The Sound and the Fury (2014) - Welcome to Me (2014) - Comeback Dad (2014) - A Very Larry Christmas (2013) - Khumba (2013, stem) - In the Hive (2012) - Politics of Love (2011) - Jumping the Broom (2011) - Madea's Big Happy Family (2011) - Beverly Hills Chihuahua 2 (2011, stem) - For Colored Girls (2010) - Lottery Ticket (2010) - Death at a Funeral (2010) - My Son, My Son, What Have Ye Done (2009) - Spring Breakdown (2009) - Beverly Hills Chihuahua (2008, stem) - First Sunday (2008) | - This Christmas (2007) - Cougar Club (2007) - Dreamgirls (2006) - Dirty Laundry (2006) - King's Ransom (2005) - Crash (2004) - Woman Thou Art Loosed (2004) - Book of Love (2002) - Baby of the Family (2002) - I Am Sam (2001) - Kingdom Come (2001) - What Women Want (2000) - Urban Legends: Final Cut (2000) - Punks (2000) - The Breaks (1999) - Operation Splitsville (1999) - Lillie (1999) - Urban Legend (1998) - Down in the Delta (1998) - Love Kills (1998) - Alyson's Closet (1998, stem) - Lover Girl (1997) - Hoodlum (1997) - The Price of Kissing (1997) - The Preacher's Wife (1996) - Waiting to Exhale (1995) - The Hard Truth (1994) - Amos & Andrew (1993) - Class Act (1992) - Caged Fear (1992) - Livin' Large! (1991) - Stanley & Iris (1989) - Sticky Fingers (1988) - Little Nikita (1988) - Anna to the Infinite Power (1983) - Will (1981) |

## Televisieseries
*Exclusief eenmalige gastrollen
- Days of Our Lives - Angela (2023, twee afleveringen)
- Family Reunion - Amelia (M'Dear) McKellan (2019-2022, 38 afleveringen)
- Eureka! - stem Wanda (2022, twee afleveringen)
- Days of Our Lives: Beyond Salem - Angela (2022, vijf afleveringen)
- The Loud House - stem Gayle McBride (2021-2022, vier afleveringen)
- P-Valley - Earnestine Sayles (2020-2022, 17 afleveringen)
- Connecting - Dayleen (2020, twee afleveringen)
- Black-ish - Lynette Mae (2019, drie afleveringen)
- Love Is - Rose Marie (2018, twee afleveringen)
- Supernatural - Missouri Moseley (2005-2017, twee afleveringen)
- Doc McStuffins - Hallie (2012-2017, 32 afleveringen)
- The Carmichael Show - Cynthia Carmichael (2015-2017, 32 afleveringen)
- Being Mary Jane - Cece (2015, zes afleveringen)
- Sirens - Hanks moeder (2014-2015, drie afleveringen)
- The Doc Files - Hallie (2013, tien afleveringen)
- The Client List - Georgia Cummings (2012-2013, 25 afleveringen)
- Grey's Anatomy - Adele Webber (2005-2013, 22 afleveringen)
- The Soul Man - Della Ballentine (2012, twee afleveringen)
- Doc McStuffins - stem Hallie Hippo (2012-2020, 131 afleveringen)
- State of Georgia - Tante Honey (2011, twaalf afleveringen)
- Eli Stone - Patti Dellacroix (2008-2009, 26 afleveringen)
- The PJs - Muriel Stubbs (1999-2008, 42 afleveringen)
- Everybody Hates Chris - Maxine (2006-2007, drie afleveringen)
- Girlfriends - Rechter Jackon (2005-2006, twee afleveringen)
- Wild Card - M. Pearl McGuire (2004-2005, negentien afleveringen)
- Boston Public - Marla Hendricks (2000-2004, 81 afleveringen)
- Half & Half - Erika (2003, twee afleveringen)
- Touched by an Angel - Tonya Hawkins (1997, twee afleveringen)
- Roc - Cynthia (1992-1993, twee afleveringen)
- Reasonable Doubts - Valerie Hall (1991, twee afleveringen)
- Sugar and Spice - Loretta Fontaine (1990, zeven afleveringen)
- A Different World - Stevie Rallen (1987-1988, negen afleveringen)

- Bibliothèque nationale de France: cb14171491t (data)
- Gemeinsame Normdatei: 135500656
- International Standard Name Identifier: 0000 0001 2137 0543
- Library of Congress Control Number: n94031125
- MusicBrainz: 6eac1367-d006-437a-adca-0c52bad24dc7
- Nationale Bibliotheek van Israël: 987007604409605171
- Nationale Bibliotheek van Polen: a0000001780484
- SNAC: w6vq437q
- Système universitaire de documentation: 148824528
- Virtual International Authority File: 65697074
- WorldCat: E39PBJhmQ77XcCjwtCj3wjVQv3